# Spotlight
Spotlight és una pel·lícula dramàtica estatunidenca de 2015, dirigida per Thomas McCarthy i escrita per McCarthy i Josh Singer. El film explica com la unitat de recerca del periòdic Boston Globe, anomenada "Spotlight" (la més antiga als Estats Units) va desemmascarar un escàndol en el qual l'Església catòlica de Massachusetts va ocultar una infinitat d'abusos sexuals perpetrats per diferents sacerdots de Boston, i pel qual el Globe va guanyar el Premi Pulitzer al servei públic de 2003. El repartiment inclou a Mark Ruffalo, Michael Keaton, Rachel McAdams, Brian d'Arcy James, Liev Schreiber, i Stanley Tucci.
S'ha doblat en català per TV3, que va estrenar-la el 14 d'octubre de 2022; anteriorment s'havia subtitulat al català. L'estrena a televisió va ser seguida per 217.000 espectadors, cosa que va representar el 13,2% de quota de pantalla. També s'ha editat una versió doblada al valencià, que es va emetre per primer cop a À Punt el 18 de novembre del mateix any.
Va ser seleccionada per ser visionada fora de competició del Festival de Venècia, així com en el Festival de Telluride i en la Secció de Presentacions Especials del Festival Internacional de Cinema de Toronto.

## Argument
Narra com un equip de reporters del Boston Globe va destapar els escàndols de pederàstia produïts durant dècades per uns capellans de Massachusetts i que va intentar ocultar l'arxidiòcesi de Boston, i que va sacsejar a l'Església catòlica.

## Repartiment
- Mark Ruffalo com Michael Rezendes, reporter del Boston Globe.[12][13]
- Michael Keaton com Walter "Robby" Robinson, editor de Spotlight.[14]
- Rachel McAdams com Sacha Pfeiffer, reportera del Boston Globe.[12]
- Brian d'Arcy James com Matt Carroll, reporter del Boston Globe.[15]
- John Slattery com Ben Bradlee Jr., editor del Boston Globe.[2]
- Liev Schreiber com Marty Baron, editor en cap del Boston Globe.[14]
- Stanley Tucci com Mitchell Garabedian, advocat representant de víctimes d'abús sexual.[14]
- Billy Crudup com Eric MacLeish, un advocat que representa a les víctimes d'abús sexual pel clergat de Boston.[14][16]
- Jamey Sheridan com Jim Sullivan, un advocat que representa a l'Església.[2][16]
- Gene Amorós com Steve Kurkjian, reporter de Boston Globe.[17]
- Maureen Keiller com Eileen McNamara, columnista de Boston Globe.[18]
- Paul Guilfoyle

## Producció
McCarthy i Singer van acabar el guió el juny de 2013. Va estar en la llista de Black List de 2013, de guions no
produïts. El rodatge va començar el 24 de setembre de 2014 a Boston (Massachusetts) i a l'octubre a Hamilton, Ontario. El rodatge es va realitzar en el Fenway Park, les oficines de Boston Globe en Dorchester, Massachusetts, la Biblioteca Pública de Boston, i la Universitat de McMaster a Hamilton, Ontario.

## Estrena
La pel·lícula va ser estrenada el 6 de novembre de 2015, sent Open Road Films qui la distribueix.

## Rebuda
- Spotlight és un triomf del cinema, de l'escriptura, dels drets civils, del periodisme, del treball. (...) la pel·lícula és una guia professional i moral sobre l'exercici del nostre treball. El de qualsevol.[26]
- Llisca la pel·lícula de manera una mica tediosa, ben interpretada i benintencionada, però rodada amb domesticades maneres televisives, de les d'abans. (...) Puntuació: ★★ (sobre 5)"[27]
- Un relat magníficament controlat i fascinantment detallat de la investigació del Boston Globe guanyadora del premi Pulitzer sobre els estesos escàndols de pedofília i el subsegüent encobriment dins de l'Església catòlica.[28][29]

## Premis i nominacions
Nominada a sis Premis Òscar, en va guanyar dos, el de millor pel·lícula i millor guió original en la 88a cerimònia de lliurament dels Premis de l'Acadèmia.